# Randers

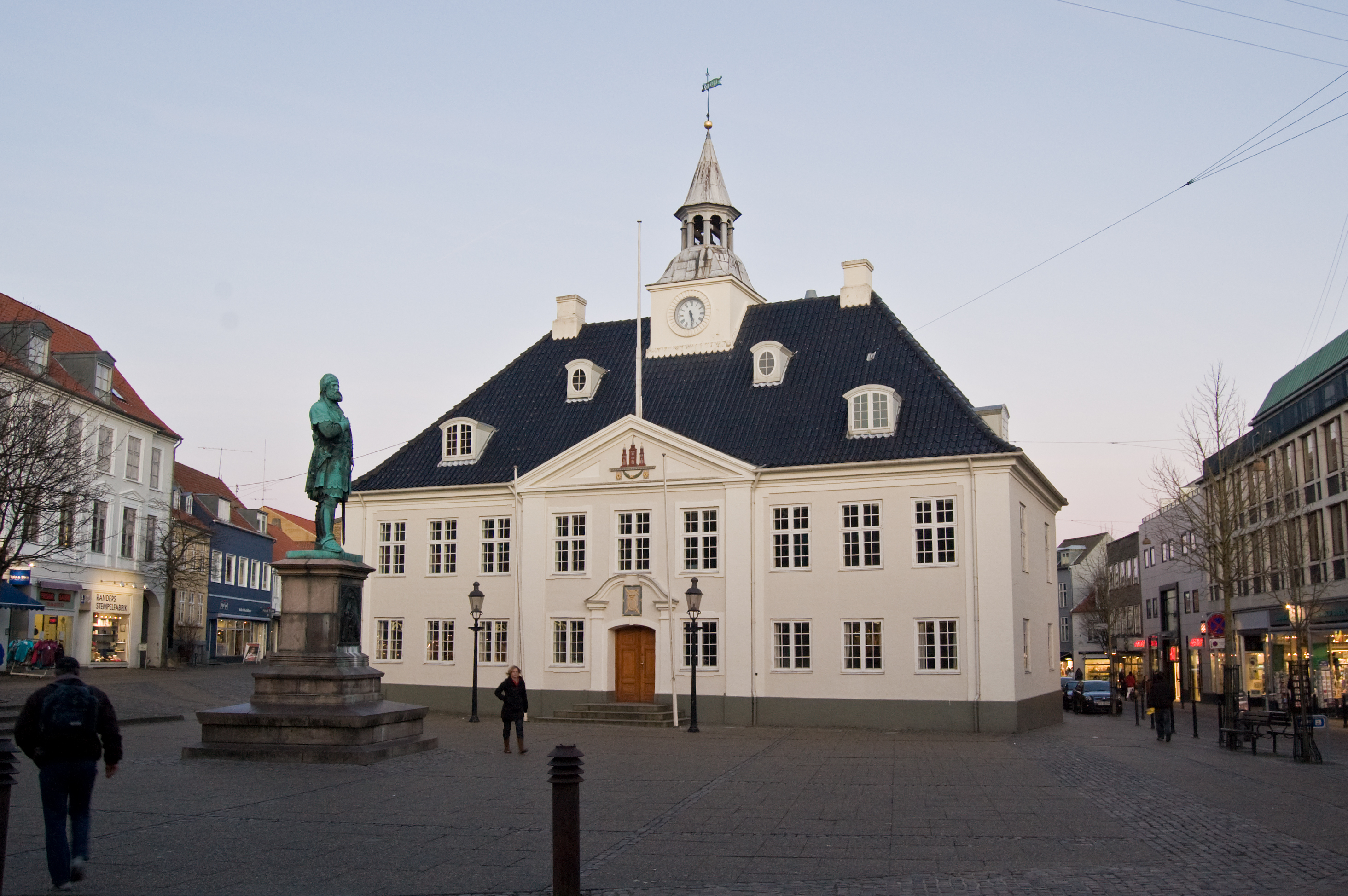
Tờa thị chính cũ của Randers

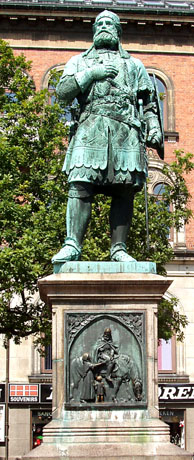
Tượng đài Niels Ebbesen trước Tòa thị chính cũ của Randers

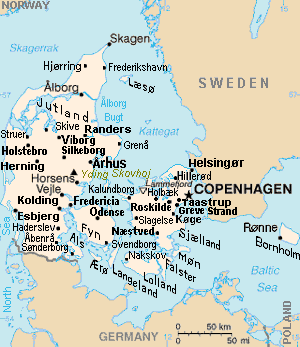
Randers [upper center] is south of Aalborg and north of Århus, on Denmark's Jutland peninsula.

Huy hiệu thành phố

Randers là thành phố của Đan Mạch, nằm ở phía đông bán đảo Jutland, cách thành phố Aarhus 35 km về phía bắc. Với số dân 59.565 người (năm 2008) , Randers là thành phố lớn thứ sáu của Đan Mạch. Randers cũng là trụ sở của thị xã Randers với 93.644 cư dân (2008, trực thuộc Vùng Trung Jutland. Thị xã Randers cũng là một phần của Khu đô thị Đông Jutland với trên 1,2 triệu dân..

## Địa lý
Randers nằm ở đáy Vịnh hẹp Randers và ở đông bắc cửa sông Guden (Gudenå). Randers nằm trong vùng mà người Đan Mạch bình dân gọi là Kronjylland (vùng giữa Randers và Aarhus, nơi thời xưa là đất của nhà vua). Ngay từ thời xa xưa, Randers đã là điểm nút giao thông quan trọng giữa bắc và nam bán đảo Jutland, cả về mặt đường bộ lẫn đường thủy. Ngày nay tuyến đường sắt cũng nối giao thông giữa Randers với hầu hết các thành phố khác trong nước. 

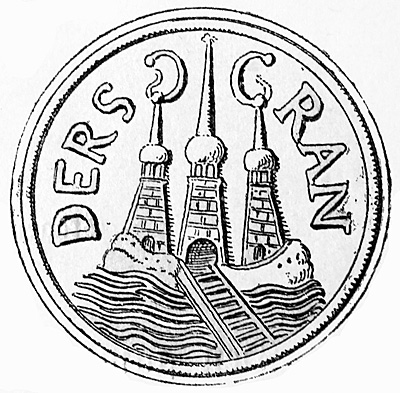
Dấu triện của thương trấn Randers xưa

## Tên thành phố
Dạng tên xưa của thành phố viết như sau:
- Randrusium (khoảng năm 1200 trong tác phẩm Gesta Danorum của Saxo Grammaticus và Knytlingesaga)
- Randrosi (năm 1230 trong tác phẩm Heimskringla của Snorres, người Iceland)
- Rondrus, Randrøs (năm 1231 trong Sổ địa bạ của vua Valdemar)
- Ngoài ra xưa kia Randers cũng có tên là Randersborg và Randershusen.

Nguồn gốc của tên này gồm 2 phần của tên cũ Randaros (Rand: Mép (đồi) + Aros: cửa sông) nghĩa là "thành phố ở mép đồi, bên cửa sông".

## Lịch sử
Randers được xây dựng từ khoảng thế kỷ 11, tuy nhiên cũng có các di tích từ thời đại Viking ở đây. Vua thánh Knud đã cho đúc tiền tại Randers khoảng năm 1080. Năm 1086 các người nổi dậy chống ông ta đã tập họp trong thành phố này.
Thời trung cổ, Randers được củng cố về mặt phòng thủ. Tuy ngày nay không tìm thấy dấu vết của bờ lũy bao quanh thành phố, nhưng qua các tên đường phố như Østervold (bờ lũy phía đông), Nørreport (cổng phía bắc), Vestervold (bờ lũy phía tây), Lille Voldgade (đường phố Bờ lũy nhỏ) vv..., 4 đường phố nằm vòng tròn, dường như đã cho biết vị trí thành phố thời xưa.
Randers bị xóa sổ 3 lần trong thế kỷ 13, trong đó năm 1246 bị quân của Abel thiêu rụi trong cuộc nội chiến với Erik 4. Plovpenning.
Năm 1302, thành phố được vua Erik Menved cấp cho đặc quyền thương trấn.

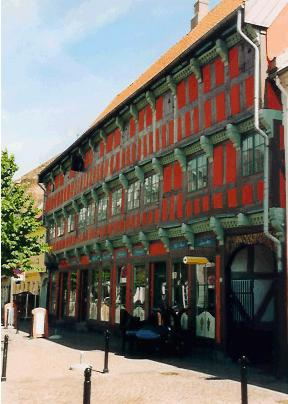
Nhà của Niels Ebbesen

Ta có thể đi bộ trên 1 đường phố nội thành, xem ngôi nhà mà theo truyền thuyết, người anh hùng Niels Ebbesen năm 1340 đã giết tên bá tước hói đầu (tiếng Đan Mạch cổ "vog den kullede greve" = dræbte den skaldede greve). Bá tước bị giết ở đây là Gerhard, bá tước vùng Holstein, người đã nắm quyền kiểm soát phần lớn bán đảo Jutland trong thời kỳ Đam Mạch trống ngôi vua. Việc giết bá tước đó diễn ra ở tầng 3 của ngôi nhà. Người ta đã dựng tượng của Niels Ebbesen trước tòa thị chính thành phố.
Khi vua Valdemar Atterdag năm 1350 tìm cách tập hợp vương quốc, sau khi cầm cố cho bá tước vùng Holstein, thành phố Randers đã được củng cố bằng pháo đài và thường được gọi là Randershus. Pháo đài này bị các quý tộc bất mãn chiếm năm 1357. Năm 1359 Valdemar lại tấn công thành phố.
Năm 1534 các nông dân nổi dậy, do Skipper Clement lãnh đạo, họ tìm cách chiếm thành phố nhưng bị quân phòng thủ sau bờ lũy đẩy lui.
Dưới thời Christian 3 (1536-1559) các công sự phòng thủ với hào sâu, lũy cao được xây dựng chung quanh thành phố. Sau thời Cải cách (sang đạo Tin Lành), Christian 3 cho xây lại tu viện dòng thánh Phanxicô cũ thành nơi cư ngụ cho hoàng hậu. Tu viện sau đó được gọi là Lâu đài Hoàng hậu (Dronningborg Slot).

## Thời nay

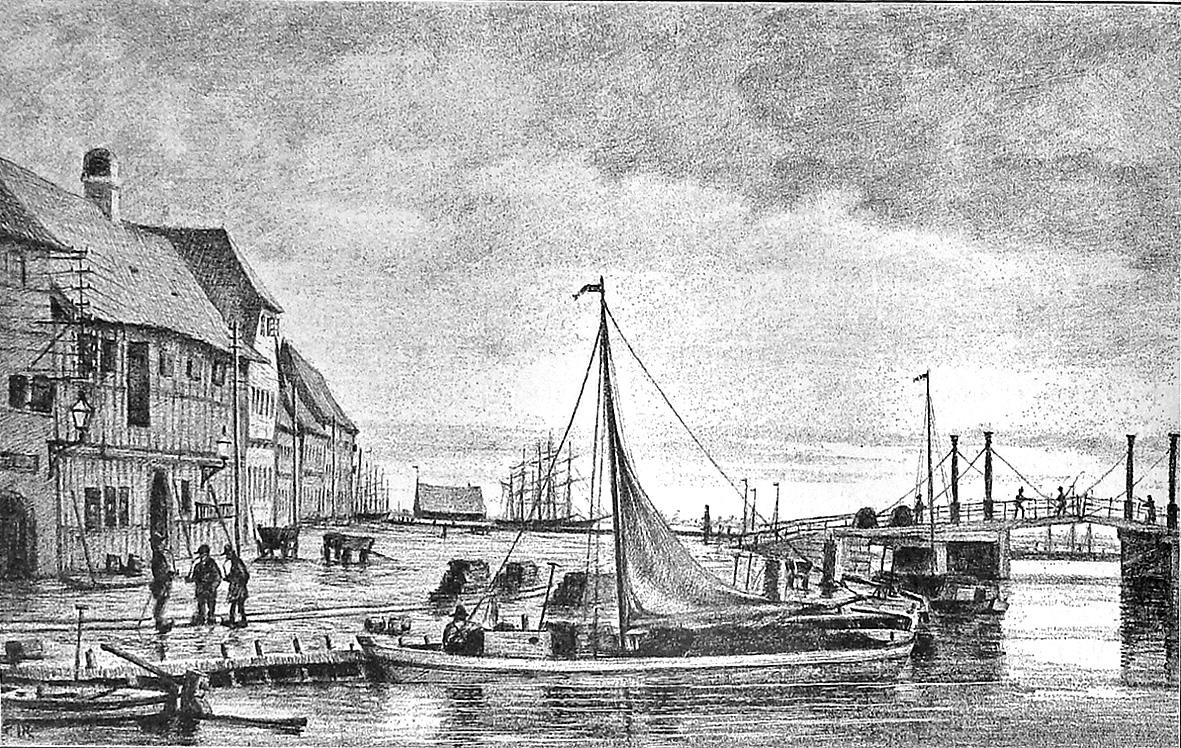
Tørvebryggen là trạm chót cho tuyến sà lan đáy bằng trên sông Guden

Cảng Randers là cảng sông duy nhất của Đan Mạch. Các sà-lan đáy bằng chạy trên các sông Guden và Nørre chở hàng hóa từ các vùng Silkeborg và Viborg tới Randers để xuất cảng, rồi lại chở hàng nhập cảng từ đây về.
Randers nối với nhiều tuyến đường bộ giao thông. Thành phố có khẩu hiệu: Nơi đường thủy gặp 13 đường bộ (Hvor søvejen møder de 13 landeveje). Việc giao thông thuận lợi trên đường bộ cũng như đường thủy làm cho thành phố trở nên 1 trung tâm thương mại. Trong lúc thịnh thời, Randers có khoảng 160 tiệm buôn lớn với đội thương thuyền tỏa đi khắp thế giớì.
Ngoài ra thành phố cũng có 1 sân bay nhỏ, ở phía bắc, cách chừng trên 6 km.

## Các nơi hấp dẫn

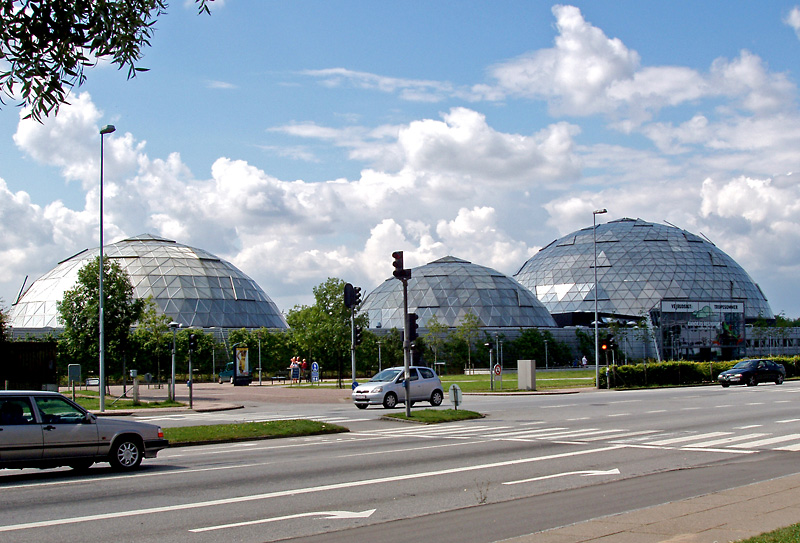
Rùng nhiệt đới Randers ở bên đường quanh thành phố

Ngoài sông Guden đẹp chảy qua thành phố, còn có Rừng nhiệt đới Randers là rừng nhiệt đới nhân tạo lớn nhất Bắc Âu với khoảng trên 350 loại cây nhiệt đới và trên 175 loại động vật sinh sống trong 3 khu sinh sống nhân tạo: khu động vật châu Phi, động vật châu Á và động vật Nam Mỹ. Cũng có khu riêng cho loài rắn, gọi là vườn rắn cùng bể nuôi cá. 
Các nơi đáng xem khác:
- Bảo tàng nghệ thuật Randers
- Bảo tàng lịch sử văn hóa Randers
- Bảo tàng thủ công Kejsergården
- Lâu đài Clausholm
- Tòa thị chính Randers

## Các nhân vật nổi tiếng
- Sven Dalsgaard (1914-1999), nghệ sĩ.
- Erika Voigt (1898-1952), nữ diễn viên.
- Flemming "Bamse" Jørgensen (1947-), ca sĩ.
- Hanne Løye (1932-), nữ diễn viên.
- Henning Camre (1938-), nhà quay phim.
- Jens Otto Krag (1914-1978), thủ tướng Đan Mạch từ 1962-1968 và từ  1971-1972.
- Jytte Pilloni (1951-1997), nữ ca sĩ.
- Mogens Camre (1936-), chính trị gia.
- Peter Steen (1936-), diễn viên.

## Các thành phố kết nghĩa
- Ålesund, Na Uy
- Akureyri, Iceland